# غاري بينيت
غاري بينيت (بالإنجليزية: Gary Bennett)‏ (4 ديسمبر 1961 بمانشستر في المملكة المتحدة - ) هو مدرب كرة قدم ولاعب كرة قدم بريطاني في مركز الدفاع. لعب مع كارديف سيتي ومانشستر سيتي ونادي سندرلاند ونادي كارلايل يونايتد ونادي سكاربورو ووركشوب تاون ‏ ودارلينجتون إف سى.

## وصلات خارجية
- غاري بينيت على موقع قاعدة بيانات كرة القدم.إي يو (الإنجليزية)
- غاري بينيت على موقع Soccerbase.com (لاعب) (الإنجليزية)
- غاري بينيت على موقع Soccerbase.com (مدرب) (الإنجليزية)